# Carex montis-wutaii
Carex montis-wutaii är en halvgräsart som beskrevs av Tetsuo Michael Koyama. Carex montis-wutaii ingår i släktet starrar, och familjen halvgräs. Inga underarter finns listade i Catalogue of Life.